# Пшеница твёрдая
Пшени́ца твёрдая (лат. Tríticum dúrum) — богатый клейковиной вид пшеницы, при выращивании в культуре нуждающийся в питательных почвах и тепле.
Вид получен в эпоху неолита в результате селекции двузернянки (Triticum dicoccum). Отличается от последней более лёгким обмолотом, но меньшей устойчивостью к мучнистой росе.

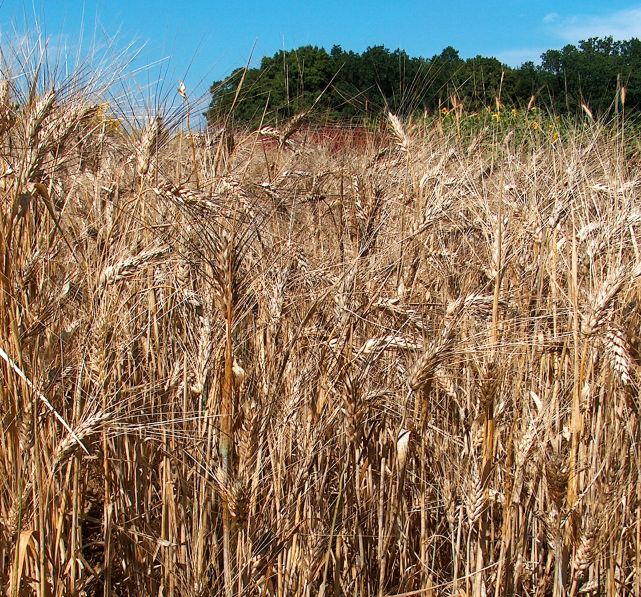
Поле твёрдой пшеницы

Второй по распространённости (после мягкой) вид пшеницы. В связи с обширным ареалом и разнообразием почвенно-климатических условий характеризуется большой экологической дифференциацией. Однако внутривидовая классификация, учитывающая всё географическое и морфологическое разнообразие, затруднена. В связи с чем описано более 120 подвидов и разновидностей твёрдой пшеницы, тем не менее большей частью источников относимых к синонимам вида.

## Значение и применение
Из твёрдой пшеницы делают булгур, кускус и твёрдые марки манной крупы.
Типичные итальянские макароны плохо получаются из обычных мягких и богатых крахмалом сортов пшеницы. Бо́льшую часть своих потребностей в твёрдой пшенице Европа и, в частности, Италия покрывают за счёт импорта из Канады и США. Макароны делают из твёрдой пшеницы и воды, иногда с яйцами, оливковым маслом, солью.
В 2022 году, по данным International Grains Council (IGC), мировое производство твердых сортов пшеницы составило 37–40 млн тонн, или 5% от уровня выращивания данной культуры в целом. Крупнейшими поставщиками такого зерна являются Евросоюз — 8,5–9,8 млн т, Канада 5–7,8 млн т, Турция — 4 млн т, США — 1,5–2,8 млн т, Мексика, Марокко и Алжир — по 2 млн т, Тунис — 1 млн т в год. Ежегодно экспортируется около 8–9 млн т дурума, в том числе из Канады — до 5 млн т, Мексики — 1 млн т, США — 0,6 млн т. Основными импортерами выступают страны Северной Африки, ЕС и Турция.
По объемам потребления макаронных изделий на душу населения Россия вошла в первую десятку стран, на 2022 год потребление 1,5 млн т и достигнет 1,7 млн т к 2030 году. По данным Национальной ассоциации производителей макаронных изделий (НАПМИ), в состав которой вошли АО «Си Групп», АО «Макфа», ООО «Маревен Фуд Сэнтрал», ООО «Барилла Рус», ОАО «Омская макаронная фабрика», изготовление макарон с использованием зерна твердой пшеницы не превышает 45%. Потребность в высококачественных макаронных изделиях категории А оценивается в 200 тыс. т, из которых более 150 тыс. т приходятся на локальное производство, до 50 тыс. т — на импорт. Эксперты прогнозируют рост спроса на продукцию, по качеству не уступающую импортным товарам, к 2030 году эта цифра может увеличиться до 400 тыс. т. Дополнительно для выпуска 90 тыс. т настоящей манной крупы требуется еще 130 тыс. т дурума.  
Итальянские предприятия производят ¼ потребляемой в мире пасты, но испытывают дефицит сырья, который на 30-40% покрывается за счёт импорта. Потребность Италии и Турции в дуруме составляет три четверти экспортного рынка твёрдой пшеницы.
В Европейском союзе твёрдая пшеница является единственным продуктом, вывоз которого облагается пошлинами.

## Культивирование
Культура большей частью яровая, отличается высокой засухоустойчивостью. Вегетационный период длится от 90 до 130 дней, но известны и более ранние формы.
Твёрдая пшеница наиболее успешно растёт в регионах с континентальным климатом, где лето короткое, жаркое и сухое. В частности, её выращивают на юге Западной Сибири, в Казахстане и на территории Северной Америки.
Этой культуре требуется большое количество солнечных дней, достаточный объем влаги, правильная технология возделывания и грамотное применение удобрений. 

### Производство в России
Твердая пшеница уступает по урожайности мягкой пшенице на 15–20 %, а затраты на ее возделывание выше на 3–7 тыс. руб/га. Исторически сложилось так, что твердую пшеницу сеют по чёрному пару, в отличие от мягких сортов. В большинстве регионов РФ выращивание твердой пшеницы не имеет перспектив из-за риска прорастания зерна на корню в период налива при выпадении осадков. Потенциал увеличения площадей под твердой пшеницей - степная и лесостепная зоны Центрально-Черноземного региона, а также связан с развитием озимых сортов в ЮФО, в частности в Ставропольском крае.  
Дурум возделывается в основном в семи регионах России (см. Сельское хозяйство России): Оренбургская область – 376,6 тыс. га (в 2022), Челябинская – 211,7 тыс. га (в 2023),  Саратовская – 80 тыс. га (в 2023)), Волгоградская область – 38 тыс. га (в 2021), Алтайский край – 30 тыс. га, Омская область – 30 тыс. га, Ставропольский край – 30 тыс. га, Самарская область  – 10 тыс. га. 
Твёрдые яровые сорта пшеницы предпочитают жаркий и сухой климат, при этом они менее устойчивы к почвенной засухе, чем мягкие сорта; не случайно 40 % производимой в России пшеницы твердых сортов приходится на Оренбургскую область, восточная зона же региона идеально подходит для их выращивания.
Районы возделывания пшеницы твёрдой яровой в России сосредоточены в Поволжье, на Урале, Северном Кавказе и в Сибири; Приволжье дает около 60 % урожая, Урал – 20 %, Сибирь – около 10 %, столько же – Юг и Северный Кавказ.
В 2021 году собрано 75,9 млн тонн пшеницы, в том числе твёрдой 735 тыс. тонн (+2,3 % к 2020 году). 
Министерство сельского хозяйства РФ в 2021 году  дало поручение регионам – увеличить площади посевных площадей под возделывание твердой яровой пшеницы с 700 тысяч га до 1800; посевная площадь твердой пшеницы в 2022 году вырастет до 790,7 тыс. га (с 2017 года она составляла 650-700 тыс. га). 
В 2022 году посевные площади твердой пшеницы возросли на 180 тыс. га, а валовый сбор до 1,2 млн т. В 2021 году при валовом сборе 740 тыс. т, за вычетом потребности в семенах, равной 130 тыс. т, и экспорта в размере 96 тыс. т обеспеченность промышленности крупкой составила 400 тыс. т при ее выходе 70 %. 

По прогнозу Минсельхоза, к 2025 году производство твёрдой пшеницы достигнет 1,8 млн тонн, чему будет способствовать увеличение посевных площадей в России на 35 % и внедрение интенсивных сортов и технологий. 

По прогнозу Минсельхоза РФ, сбор твёрдой пшеницы к 2030 году должен достичь 5 млн тонн. Россия в 2024 году собрала рекордные 2,4 млн т (700 тыс тонн в 2023), чему способствовало расширение площади сева до 1,4 млн га. Валовой сбор в 10 ведущих регионах составил 2,2 млн тонн (93% от общего урожая). 
Лидер Приволжский федеральный округ, где , где шесть субъектов произвели 1,1 млн тонн дурума: больше всего в Оренбургской области - 647 тыс. тонн, в Башкирии 200 тыс. тонн. На втором месте Уральский федеральный округ, собрано 0,6 млн тонн: в Челябинской области намолотили 505 тыс. тонн. В ТОП-3 вошёл Сибирский  федеральный округ (рост в пять раз, опередив СКФО), собравший 0,3 млн тонн: в Омской области 149 тыс. тонн, в Алтайском крае 141 тыс. тонн

## Таксономия
Triticum durum  Desf., Flora Atlantica 1: 114. 1798.

### Синонимы
По данным The Plant List на 2013 год, в синонимику вида входят:
- Triticum candissimum Bayle-Bar., 1809
- Triticum tomentosum Bayle-Bar., 1809
- Triticum hordeiforme Host, 1809
- Triticum villosum Host, 1809
- Triticum pruinosum Hornem., 1813
- Triticum bauhinii Lag., 1816
- Triticum cevallos Lag., 1816
- Triticum cochleare Lag., 1816
- Triticum fastuosum Lag., 1816
- Triticum platystachyum Lag., 1816
- Triticum molle Roem. & Schult., 1817 nom. inval.
- Triticum siculum Roem. & Schult., 1817
- Triticum siculum Roem. & Schult., 1817
- Triticum venulosum Ser., 1818
- Triticum algeriense Desf. ex Mert. & W.D.J.Koch, 1823 nom. inval.
- Triticum brachystachyum Lag. ex Schult. & Schult.f., 1827 nom. inval.
- Triticum trevisium Desv., 1833 nom. inval.
- Triticum alatum Peterm., 1844
- Triticum vulgare var. durum (Desf.) Alef., 1866
- Triticum sativum subsp. durum (Desf.) K.Richt., 1890
- Triticum aestivum var. durum (Desf.) Fiori, 1896
- Triticum turgidum subsp. durum (Desf.) Husn., 1899
- Triticum aestivum subsp. durum (Desf.) Thell., 1912
- Triticum vulgare var. melanopogon Chiov., 1912
- Triticum accessorium Flaksb., 1915 nom. inval.
- Triticum caucasicum Flaksb., 1915 nom. inval.
- Triticum densiusculum Flaksb., 1915 nom. inval.
- Triticum laxiusculum Flaksb., 1915 nom. inval.
- Triticum longisemineum Flaksb., 1915 nom. inval.
- Triticum orientale Flaksb., 1915 nom. inval.
- Triticum rarum Flaksb., 1915 nom. inval.
- Triticum tanaiticum Flaksb., 1915 nom. inval.
- Triticum tiflisiense Flaksb., 1915 nom. inval.
- Triticum transcaucasicum Flaksb., 1915 nom. inval.
- Triticum pyramidale Percival, 1921
- Triticum maurorum Sennen, 1933 nom. inval.
- Gigachilon polonicum subsp. durum (Desf.) Á.Löve, 1984
- Triticum turgidum var. durum (Desf.) Yan ex P.C.Kuo, 1987
- Triticum rimpaui Mackey, 2005
- Triticum turgidum subsp. pyramidale (Percival) Valdés & H.Scholz, 2006